# Nestconcurrentie

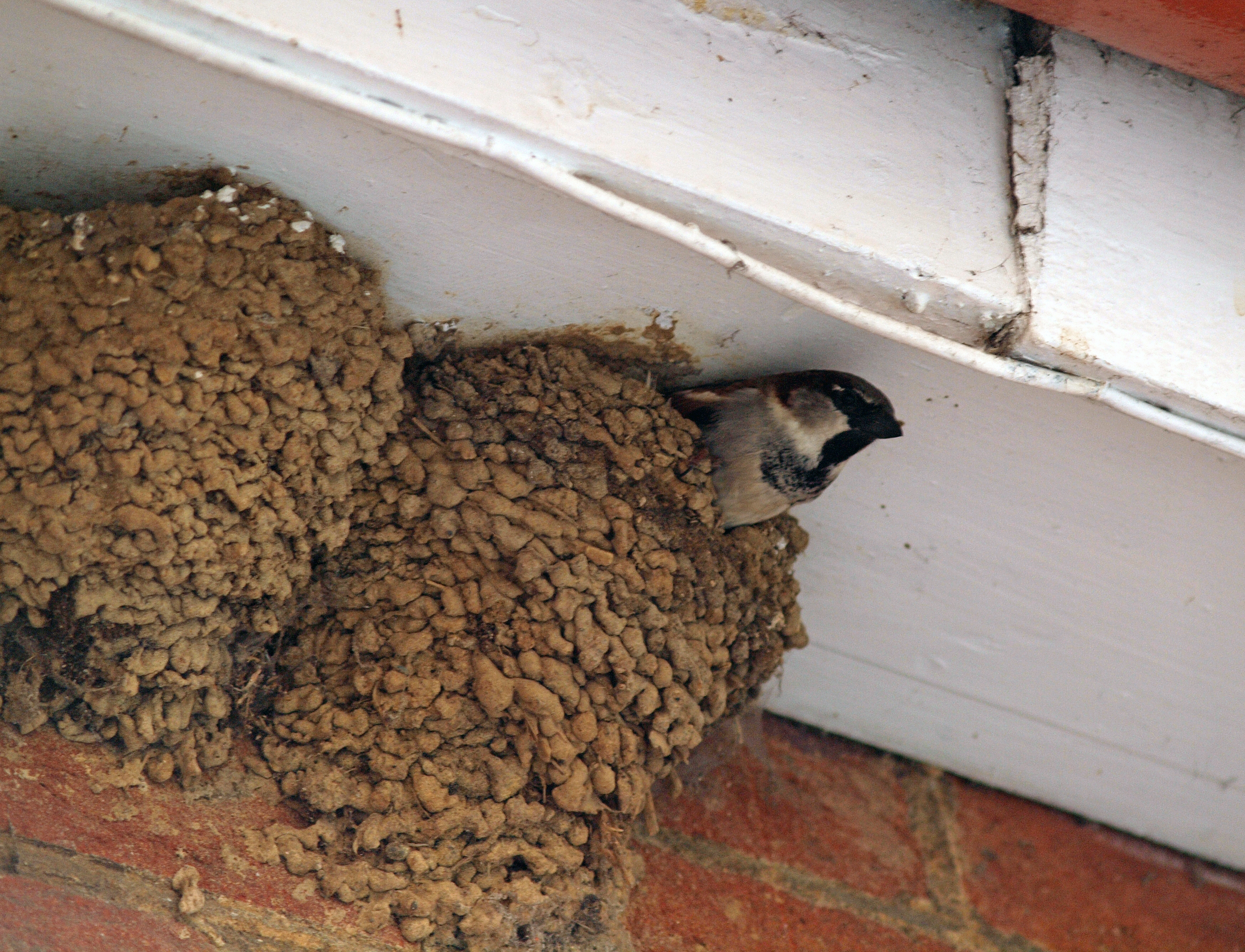
Een huismus in een veroverd nest van een huiszwaluw

Nestconcurrentie is de concurrentie om een bestaande nestplaats tussen dieren. Het treedt op wanneer meerdere dieren in een habitat dezelfde eisen stellen aan een nestplaats. Wanneer het gaat om individuen van dezelfde soort spreekt men van infraspecifieke concurrentie, bij verschillende soorten van interspecifieke concurrentie.
Individuen van één soort stellen over het algemeen dezelfde eisen aan een nest. Ooievaars gebruiken een geschikt nest vaak jaren achtereen. Het bouwen van zo'n nest kost veel tijd en energie. In veel gevallen probeert een mannelijke ooievaar in zijn eerste broedjaar eerst een bestaand nest te veroveren.
Een groot aantal dieren missen het vermogen om zelf een nest te bouwen. Zij zijn veelal aangewezen op bestaande beschutte plekken, zoals een boomholte of een uitsparing in een gebouw. De huismus verjaagt regelmatig zwaluwen uit hun nest of neemt deze in bezit wanneer de oudervogels afwezig zijn. Ook uitgehakte spechtholtes worden regelmatig in bezit genomen door bijvoorbeeld marters, uilen, kauwen en spreeuwen.